# Durham Bulls

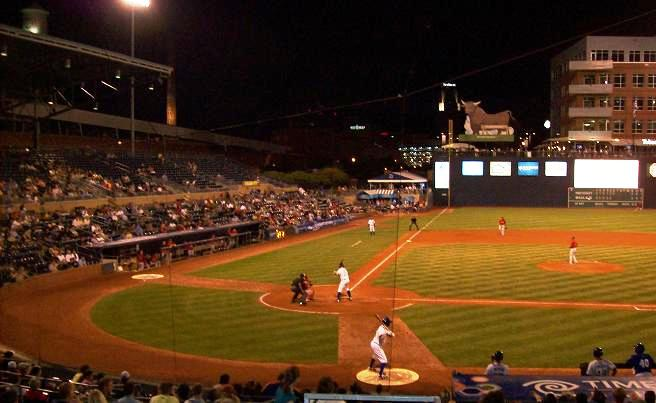
een wedstrijd in het Durham Bulls Athletic Park

De Durham Bulls is een Minor league baseballteam uit Durham, North Carolina. Ze spelen in de South Division van de International League. Hun stadion heet Durham Bulls Athletic Park. Ze zijn verwant aan de Tampa Bay Devil Rays.

## Titels
De Bulls hebben de Governors' Cup 2 keer gewonnen en er vier keer voor gespeeld.
- 1998 - Verloren van de Buffalo Bisons
- 1999 - Verloren van de Charlotte Knights
- 2002 - Gewonnen van de Buffalo Bisons
- 2003 - Gewonnen van de Pawtucket Red Sox